# Yoshiki Yamamoto
Yoshiki Yamamoto (født 16. november 1994) er en japansk tidligere professionel fodboldspiller.
Han har spillet for flere forskellige klubber i sin karriere, herunder Kataller Toyama.